# (32589) 2001 QR127
(32589) 2001 QR127 est un astéroïde de la ceinture principale d'astéroïdes découvert en 2001.

## Description
(32589) 2001 QR127 a été découvert le 20 août 2001 à l'observatoire Magdalena Ridge, situé dans le comté de Socorro, au Nouveau-Mexique (États-Unis), par le projet Lincoln Near-Earth Asteroid Research (LINEAR).

### Caractéristiques orbitales
L'orbite de cet astéroïde est caractérisée par un demi-grand axe de 3,5 ua, un périhélie de 2,010 ua, une excentricité de 0,31 et une inclinaison de 8,32° par rapport à l'écliptique. Du fait de ces caractéristiques, à savoir un demi-grand axe compris entre 2 et 3,2 ua et un périhélie supérieur à 1,666 ua, il est classé, selon la JPL Small-Body Database, comme objet de la ceinture principale d'astéroïdes.

### Caractéristiques physiques
(32589) 2001 QR127 a une magnitude absolue (H) de 13,9 et un albédo estimé à 0,059.